# Göranssonska skolan
Göranssonska Skolan är en av två gymnasieskolor i Sandvikens kommun. Skolan är belägen på Järnverksleden 26 i Sandviken. Skolan har ett specialutformat tekniskt program som startades i samarbete av Sandvikens kommun och Sandvik år 2002. Skolan är uppkallad efter Göran Fredrik Göransson som grundade staden Sandviken år 1862 och Sandvik AB år 1868 och ägs till 90 % av Sandvik AB och resterande av Sandvikens kommun.

## Skolans utbildning
Programmet som finns på skolan är 3-årigt Industritekniskt program som är specialomformat och som omfattar ungefär 3550 poäng. Under utbildningen får man en stor och omfattande allmän utbildning och till det kurser inom 
- verkstad
- produktion
- teknik

Utbildningen ger grundläggande behörighet till högskolan, samt att elever har möjlighet att skaffa sig den särskilda behörigheten som krävs på Civilingenjörsprogrammen på universitet och högskolor (motsvarande teknisk linje).
Utbildningen ger förutsättningar att direkt gå ut i arbetslivet efter de tre åren. Exempel på yrken är då produktionstekniker, produktionsledare, underhållstekniker samt operatör.
Göranssonska Skolan har tilldelats Skolverkets utmärkelse ”Skola för hållbar utveckling” flera gånger, senast 2024. Skolan arbetar aktivt för att forma en hållbar framtid genom att integrera miljö, sociala och ekonomiska frågeställningar i undervisningen.
I årskurs två så arbetar eleverna i grupper om fyra elever för att driva ett UF-företag. Detta kulminerar i samband med den årliga UF-mässan där eleverna får möjlighet att visa upp sin produkt inför allmänheten.
Skolan har 198 elever i totalt 6 klasser. Personalstyrkan är ungefär 25 personer.

## Övrigt
På hösten år 2019 besökte Sveriges statsminister Stefan Löfven och Sveriges arbetsmarknadsminister Eva Nordmark skolan. Under 2021 och 2022 uppmärksammades skolan i svensk nyhetsrapportering sedan chilenska fiolspindlar rapporterades ha påträffats i dess lokaler.